# 용자리 BY형 변광성
용자리 BY형 변광성(BY Draconis variable)은 분광형 K 또는 M의 주계열 변광성이다. 이름은 용자리 BY 항성계에서 유래했다. 용자리 BY형 변광성은 항성이 자전함에 따라 광도가 변하는데, 이는 흑점을 비롯한 채층 활동 때문이다. 그 결과 발생하는 변광 정도는 대개 0.5 등급 이하이다. 용자리 BY형 변광성의 광도곡선은 준주기적이다. 변광주기는 항성의 자전주기와 흡사하나, 매 주기마다 광도곡선이 조금씩 바뀐다. 예컨대 용자리 BY의 경우 광도곡선의 모양이 비슷하게 유지되는 기간은 약 1개월이다.
우리 태양계 가까이 있는 용자리 BY형 변광성은 바너드별, 캅테인의 별, 백조자리 61, 로스 248, 라카유 8760, 랄랑드 21185, 루이텐 726-8 등이 있다. 최초로 발견된 용자리 BY형 변광성은 로스 248로 1950년 변광 사실이 밝혀졌다. 용자리 BY는 1966년 변광함이 밝혀졌고 1973년에서 1786년에 걸쳐 상세한 연구가 이루어졌다.
희한하게도 태양보다 훨씬 밝은 F5형 분광형을 갖는 프로키온도 용자리 BY형 변광성이라고 한다. 프로키온은 주계열을 이탈해 준거성 상태로 접어드는 중이다. 또한 PP 연쇄반응에서 CNO 순환으로 주도권이 넘어가는 중간 단계에 있기 때문에 외피층도 대류성과 비대류성의 중간 형태일 것이다. 두 이유 모두 프로키온이 보통 별보다 흑점의 크기가 큰 것을 설명할 수 있다.